# Chimay (bier)

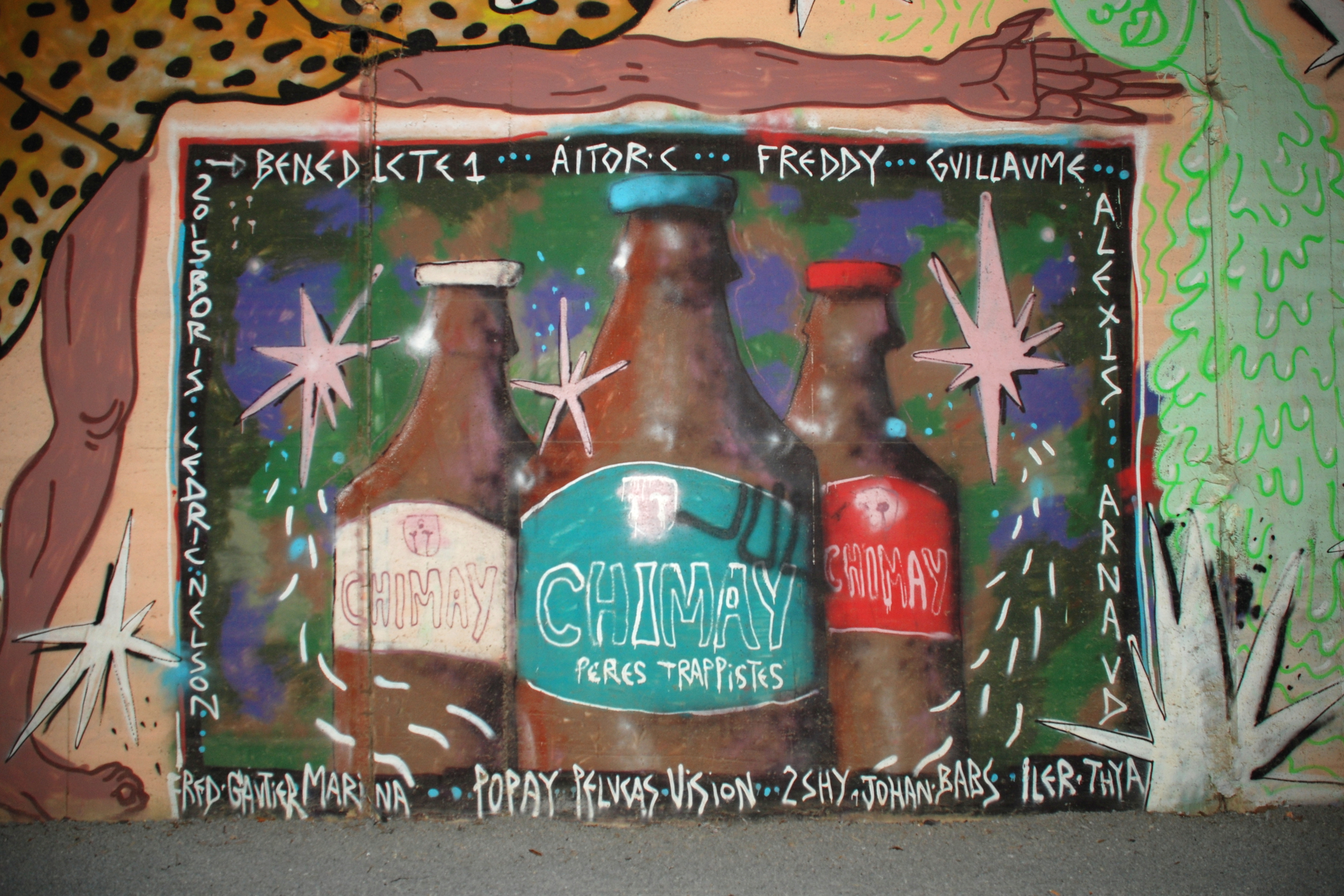
Flessen van Chimay afgebeeld op een muurschildering van het station van Louvain-la-Neuve. (België).

Chimay is een trappistenbier dat in de Abdij Notre-Dame de Scourmont te Chimay in de Belgische provincie Henegouwen wordt gebrouwen. Jaarlijks wordt zo'n 170.000 hectoliter bier gebrouwen.

## Ontwikkeling
Het eerste Chimaybier werd in 1862 gebrouwen. Het was aanvankelijk een Doppelbock in Beierse stijl, dus van lage gisting. Na enkele brouwsels verkozen de monniken echter een bière forte, een donker bier van hoge gisting, naar het model van het bier van de moederabdij van Westvleteren. Het bier werd toen uitsluitend gebotteld in flessen van 75 centiliter.
De eerste leveringen van het bier deden de paters zelf: ze zorgden te voet voor een huis-aan-huislevering. 
Tijdens de Eerste Wereldoorlog werd de brouwerij gesloten nadat de koperen brouwketels in beslag waren genomen. Na de oorlog werd A.D.S. (Abbaye de Scourmont) als handelsmerk geregistreerd. Tijdens de Tweede Wereldoorlog werden de monniken verjaagd door het Duitse leger, dat de abdij als kazerne gebruikte en de brouwerij vernielde. 
De brouwactiviteiten moesten na de oorlog weer vanaf nul opgebouwd worden. Dit was de taak van pater Théodore (1913-2002), die aan de Katholieke Universiteit Leuven brouwerijwetenschappen ging volgen bij professor Jean De Clerck. Pater Théodore isoleerde de voor Chimay typische giststreng die tot op vandaag voor alle Chimay-bieren wordt gebruikt, zowel voor de hoofdgisting als voor de nagisting op fles.
Met Pasen 1948 werd weer een bier voor de verkoop geproduceerd, de huidige Rode Chimay. Datzelfde jaar nog werd de Blauwe Chimay voor het eerst als kerstbier gemaakt. Sinds 1954 wordt dit bier het hele jaar door aangeboden. De Witte Chimay ten slotte, een creatie van Père Théodore, zag in 1966 het licht.
Sinds de jaren zeventig van de twintigste eeuw is het afvullen van de flessen verplaatst naar een industriële vestiging in Baileux, een dorp dat zich tussen de abdij en de stad Chimay bevindt. Hier zijn ook de kaasmakerij en een bezoekerscentrum gevestigd.

## Bieren
- Chimay dorée: een blond bier met een alcoholgehalte van 4,8%. De naam is ontleend aan de goudkleurige kroonkurk. Dit is het refterbier van de abdij dat aanvankelijk niet commercieel beschikbaar was. Oorspronkelijk betrof het een met water aangelengde versie van de Rode Chimay, maar het kreeg in 2006 een eigen receptuur. Het was alleen in de abdij zelf te verkrijgen. In de nabijgelegen Auberge de Poteaupré wordt het van het vat getapt als Chimay Spéciale Poteaupré. Door het exclusieve karakter werd dit bier zeer gezocht. Sinds april 2013 is het algemeen verkrijgbaar.[1]

- Rode Chimay (Chimay rouge): een koperkleurig bier met een alcoholgehalte van 7%. Dit bier wordt afgevuld in flessen van 33 centiliter met rode kroonkurk, of van 75 centiliter met kurk en ijzerdraad afgesloten, beide met een rood etiket. In de 75 centiliter-versie, die sinds 1978 bestaat, wordt dit bier ook La Première genoemd. Het is het oudste van de huidige Chimaybieren. Het bier heeft een zachte, fruitige smaak en dient bij een temperatuur van 10 à 12 graden gedronken te worden.

- Chimay Tripel of Witte Chimay (Chimay blanche): een blond bier met een alcoholgehalte van 8%, verkrijgbaar in flessen van 33 centiliter met witte kroonkurk, en 75 centiliter met kurk en ijzerdraad afgesloten, beide met een beige etiket. In geselecteerde horecazaken wordt van het vat getapt. De 75-centiliter versie werd in 1986 onder de naam Cinq Cents geïntroduceerd ter gelegenheid van vijfhonderd jaar prinsdom Chimay. Het is het jongste van de Chimaybieren. Het wordt aangeraden om bij een temperatuur van zo'n 6 tot 8 graden te drinken. In 1996 werd de Blanche omgedoopt tot Chimay triple om verwarring met witbier te vermijden.

- Blauwe Chimay (Chimay bleue): een bruin bier met een alcoholgehalte van 9%, verkrijgbaar in flessen van 33 centiliter met blauwe kroonkurk, 75 centiliter, 1,5 liter en 3 liter, met kurk en ijzerdraad afgesloten, met een blauw etiket, of blauw met gouden wapen. De 75-centiliter versie (sinds 1982) wordt Grande Réserve genoemd vanwege het grote bewaarpotentieel.  Het wordt aangeraden om het bij een temperatuur van 10 tot 12 graden te drinken. Het werd aanvankelijk gelanceerd als een kerstbier, maar na het grote succes werd besloten om het permanent aan te bieden. In geselecteerde horecazaken wordt van het vat getapt.

- Chimay Grande Réserve gerijpt op eiken vaten (Chimay bleue vieillie en barriques): hetzelfde bier als de Chimay Bleue Grande Réserve, maar dan gerijpt op verschillende houten vaten. Ook is het alcoholpercentage hoger dan bij de normale Chimay bleue. Van dit bier kwam de eerste in november 2015 beschikbaar.

- Chimay 150 (Chimay Verte): ter gelegenheid van het 150-jarig bestaan van de abdijbrouwerij werd in juni 2012 een nieuw bier gebrouwen dat in gelimiteerde oplage verkocht werd, een blond bier met een alcoholpercentage van 10%.[2] In 2021 werd dit bier opgenomen in het vaste assortiment van Chimay.

Bij alle bieren, buiten de Dorée, blijft de smaak zich nog een paar jaar na het brouwen ontwikkelen. Hierdoor kan het bier enkele jaren bewaard worden voor het wordt gedronken.